# PSPad
PSPad 편집기는 프로그래머가 사용하도록 고안된 프리웨어 텍스트 편집기 및 소스 편집기이다. 2001년에 처음 출시된 이 소프트웨어는 체코의 단일 개발자인 얀 피알라(Jan Fiala)가 마이크로소프트 윈도우 플랫폼용으로 제작했다.
PSPad는 구문 강조, 16진수 편집 등 많은 소프트웨어 개발 중심 기능을 갖추고 있으며 PHP, 펄, HTML 및 자바를 포함한 많은 언어를 편집하기 위한 범용 GUI로 설계되었다. 여러 파일을 처리하고 저장하기 위해 다양한 프로젝트 형식의 사용을 통합한다. PSPad는 UTF-8로 인코딩된 텍스트도 편집한다. 다른 기능으로는 자동 완성, 탭, FTP 클라이언트 및 정규 표현식을 사용한 찾기/바꾸기가 있다. PSPad의 뛰어난 기능 중 하나는 "파일 차이" 보기이다. 한 번에 세 개의 창이 표시된다. 한 창에는 차이점이 표시되고 다른 두 창에는 파일 자체가 표시된다. 그리고 이 파일들은 편집될 수 있다. 이는 예를 들어 SVN에서 감지한 소스 파일 충돌을 수동으로 해결하는 데 특히 유용하다.
PSPad 인터페이스는 여러 파일을 편집하고 더 나은 열린 문서 조작을 위한 탭이 있는 MDI를 기반으로 한다.
이 소프트웨어는 즉시 실행 가능한 패키지로 제공되므로 설치 프로그램을 실행할 필요가 없으며 반이식 가능하다.

## 같이 보기
- 문서 편집기 목록